# Hannó (264 aC)
Hannó fou el comandant cartaginès de la guarnició de Messana al començament de la Primera Guerra Púnica l'any 264 aC. En aquest moment els mamertins estaven dividits en dues faccions, els partidaris d'una aliança amb Roma, que havien demanat ajuda als romans i els d'una aliança amb Cartago que van aconseguir introduir a Hannó amb un cos de tropes a la ciutat i el cartaginès es va fer fort a la ciutadella.
Els romans però, per mitjà de Gai Claudi, van anunciar als mamertins partidaris de Roma que enviaven una força en el seu ajut i van demanar que mentrestant expulsessin als cartaginesos. Claudi va abandonar Rhegium amb uns quants vaixells i va intentar creuar a Sicília però els cartaginesos vigilaven i va perdre alguns vaixells que van ser capturats per Hannó. Aquest els va deixar marxar amb un missatge amistós que va rebre una resposta altiva, cosa que va molestar Hannó, i va dir que no deixaria als romans ni rentar-se les mans al mar.
Claudi va poder eludir la seva vigilància i desembarcar a Messana on va tenir una conferència amb els mamertins. Hannó va ser convidat a la conferència i de manera incauta hi va participar. El van agafar traïdorament i el van fer presoner. Per ser alliberat va haver d'accedir a evacuar la guarnició de la ciutadella. Quan va tornar a Cartago aquesta concessió li va costar la condemna a mort i va ser crucificat.